# Eduardo Machado Gómez
Manuel Antonio Eduardo Machado Gómez (Santa Clara, Las Villas, Cuba, 20 de octubre de 1838-Arroyo Colorado, Camagüey, Cuba, 16 de octubre de 1877) fue un político y militar cubano del siglo XIX.

## Biografía
Nació en la ciudad de Santa Clara, provincia de Las Villas, el 20 de octubre de 1838 en una familia acomodada.
Se alzó en Las Villas el 6 de febrero de 1869.
Fue diputado por Las Villas a la Asamblea de Guáimaro, desde donde defendió la idea de la total independencia de Cuba frente a criterios anexionistas y también fue miembro de la Cámara de Representantes de la República en Armas.
En 1877 renunció a ésta para incorporarse a las tropas del Ejército Libertador cubano. Se desconoce si ostentó algún grado militar.
Cayó combatiendo hacia finales de ese año, el 16 de octubre de 1877, en Arroyo Colorado, Camagüey. Murió sólo cuatro días antes de cumplir los 39 años. 
Una escuela en el municipio cubano de San Cristóbal lleva su nombre.